# Kari (satélite)

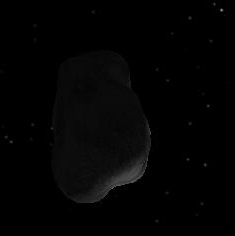
Kari satélite de Saturno

Kari (pronunciado [ˈkɑri]; en islandés AFI: [ˈkaʊri]), o Saturno XLV (designación provisional S/2006 S 2), es un satélite natural de Saturno. Su descubrimiento fue anunciado por Scott S. Sheppard, David C. Jewitt, Jan Kleyna, and Brian G. Marsden el 26 de junio de 2006 mediante observaciones tomadas entre enero y abril.
Kari tiene cerca de 7 kilómetros de diámetro, y orbita a Saturno a una distancia media de 22 305 100 km en 1243,71 días, con una inclinación de 148,4° a la eclíptica (151,5° al ecuador de Saturno), en una dirección retrógrada y con una excentricidad de 0,3405.
Fue nombrado en abril de 2007 como Kári, hijo de Fornjót, la personificación del viento en la mitología nórdica.